# Bobafett
Bobafett magyar rapper Nyíregyházáról, a Kihovatanúi nevű formáció tagja.

## Diszkográfia

### Albumok

#### Grandstand Of Devils (G. O. D.)
- Illegális Dolgok (1993) Kiadó: Független
- Illegális Dolgok 2. (1995) Kiadó: Független

#### Szóló
- Bobafett & Bobakrome – Aludnifogtál (2008) Kiadó: WacuumAirs, DDK Records (2)[2]
- Bobafett & Bobakrome – Bagolyköpet!!! (2010) Kiadó: WacuumAirs, DDK Records (2)[2]
- Funktasztikus – Tartsd Lent! (2014) Kiadó: Funkton
- Zomblaze & Bobafett – Töltött Káposzta (2014) Kiadó: WacuumAirs
- Kotorszky (2018) Kiadó: Trottel Records[3]
- 7 (2020) Kiadó: Trottel Records

### Kislemezek & EP-k
- Funktasztikus & Bobafett – BobaFunk (2018) Kiadó: Funkton
- 3,14 (4) Közr. Bobafett – Fájzer (2021) Kiadó: Not On Label (3,14 (4) Self-released)
- Cipőre Jobb, Mint A Szemrehányás (2013)

Kiadó: WacuumAirs 
- Magyarorszag vs fideszisztan (Instrumental) (2022)

### Kompilációk
- Various – Pee Out Yer Ball - Compilation II (1996) Kiadó: FLUX Records (5)
- Bobafett & Bobakrome – Aludnifogtál? Akkor Itt A Bagolyköpet!!!(2010) Kiadó: Wacuum Airs, DDK Records (2)

### DJ Mixek
- Zomblaze & Bobafett – Töltött Káposzta (2014) Kiadó: Wacuum Airs

### Videóklipek
- Nagyárpi
- Nem van takarékon a Kotorék SZeretet
- Csodapisti lát
- Bobataxi
- Múltcore
- Trumplistészta Lipsilégzsák
- Kicsinagy
- Utópija
- Nem van takarékon a Kotorék SZeretet 2. rész: Protekt Janek
- A “keresztény”-nemzethy paradoxonista szekta (közveszélyes) büszke hívei
- Por
- Peppino
- Pszihó Kópék